# Mezobromelia hutchisonii
Mezobromelia hutchisonii là một loài thực vật có hoa trong họ Bromeliaceae. Loài này được (L.B.Sm.) W.Weber & L.B.Sm. mô tả khoa học đầu tiên năm 1983.